# Судебная система Российской Федерации
Судебная система Российской Федерации — система судов, осуществляющих правосудие в Российской Федерации.

## Определение
Согласно Э. Р. Рубининой, выделяют широкое и узкое видение судебной системы, где в узком значении под этим понимается судоустройство, а широкое дополнительно включает в себя множество структурных компонентов.
В последнем случае Рубинина, ссылаясь на Ю. М. Гайдидею,  определяет судебную систему как «саморегулируемую социальную организацию, являющуюся формой выражения судебной власти» и включает: судейский корпус; органы судейского сообщества; третейские суды; работников аппарата суда; арбитражных и присяжных заседателей; судебно-правовую культуру; судебное и судейское право.
Согласно Большой российской энциклопедии судебная система определяется как «совокупность всех судов, осуществляющих судебную власть посредством конституционного, гражданского, административного и уголовного судопроизводства».

## Основные положения
Судебная власть в Российской Федерации:
- осуществляется только судами в лице судей и привлекаемых в установленном законом порядке к осуществлению правосудия присяжных заседателей и арбитражных заседателей[4]. Никакие другие органы и лица не имеют права принимать на себя осуществление правосудия;
- самостоятельна и действует независимо от законодательной и исполнительной властей;
- осуществляется посредством конституционного, гражданского, административного, арбитражного и уголовного судопроизводства[5].

### Законодательство о судебной системе
Судебная система Российской Федерации устанавливается следующими актами:
1. Конституция Российской Федерации (принята всенародным голосованием 12.12.1993)
2. Федеральный конституционный закон от 21.07.1994 № 1-ФКЗ «О Конституционном Суде Российской Федерации»
3. Федеральный конституционный закон от 05.02.2014 № 3-ФКЗ «О Верховном Суде Российской Федерации»
4. Федеральный конституционный закон от 28.04.1995 № 1-ФКЗ «Об арбитражных судах в Российской Федерации»
5. Федеральный конституционный закон от 31.12.1996 № 1-ФКЗ «О судебной системе Российской Федерации»
6. Федеральный конституционный закон от 23.06.1999 № 1-ФКЗ «О военных судах Российской Федерации»
7. Федеральный конституционный закон от 07.02.2011 № 1-ФКЗ «О судах общей юрисдикции в РФ»
8. Закон Российской Федерации от 26.06.1992 № 3132-1 «О статусе судей в Российской Федерации»
9. Федеральный закон от 17.12.1998 № 188-ФЗ «О мировых судьях в Российской Федерации»
10. Федеральный закон от 08.01.1998 г. № 7-ФЗ «О Судебном департаменте при Верховном Суде Российской Федерации»

### Единство судебной системы
Единство судебной системы Российской Федерации обеспечивается путём:
- установления судебной системы Российской Федерации Конституцией Российской Федерации и Федеральным конституционным законом «О судебной системе Российской Федерации»;
- соблюдения всеми федеральными судами и мировыми судьями установленных федеральными законами правил судопроизводства;
- применения всеми судами Конституции Российской Федерации, федеральных конституционных законов, федеральных законов, общепризнанных принципов и норм международного права и международных договоров Российской Федерации, а также конституций (уставов) и других законов субъектов Российской Федерации;
- признания обязательности исполнения на всей территории Российской Федерации судебных постановлений, вступивших в законную силу;
- законодательного закрепления единства статуса судей;
- финансирования федеральных судов и мировых судей из федерального бюджета.

## Общая схема судебной системы
|                                                 | Конституционные суды | Суды общей юрисдикции | Суды общей юрисдикции | Суды общей юрисдикции | Суды общей юрисдикции | Суды общей юрисдикции | Арбитражные суды | Арбитражные суды | Судебный дисциплинарный орган |
| Гражданские суды                                | Гражданские суды | Гражданские суды | Военные суды | Военные суды | | | Арбитражные суды | Арбитражные суды | Судебный дисциплинарный орган |
| ----------------------------------------------- | --- | --- | --- | --- | --- | --- | --- | --- | --- |
| Категории рассматриваемых дел                   | Дела о соответствии Конституции Российской Федерации федеральных конституционных законов, федеральных законов, нормативных правовых актов Президента Российской Федерации, Совета Федерации, Государственной Думы, Правительства Российской Федерации, конституций (уставов) субъектов Российской Федерации, заокнов субъектов Российской Федерации, договоров между органами государственной власти Российской Федерации и органами государственной власти субъектов Российской Федерации, договоров между органами государственной власти субъектов Российской Федерации, не вступивших в силу международных договоров Российской Федерации; Дела по спорам о компетенции между федеральными органами государственной власти, между органами государственной власти Российской Федерации и органами государственной власти субъектов Российской Федерации, между высшими органами государственной власти субъектов Российской Федерации; Дела о толковании Конституции Российской Федерации; Дела по запросу Совета Федерации о соблюдении установленного порядка выдвижения обвинения Президента Российской Федерации либо Президента Российской Федерации, прекратившего исполнение своих полномочий, в государственной измене или совершении иного тяжкого преступления. | Административные дела, гражданские дела, уголовные дела и дела об административных правонарушениях, подведомственные судам общей юрисдикции и не относящиеся к подведомственности военных судов.                 | Административные дела, гражданские дела, уголовные дела и дела об административных правонарушениях, подведомственные судам общей юрисдикции и не относящиеся к подведомственности военных судов. | Административные дела, гражданские дела, уголовные дела и дела об административных правонарушениях, подведомственные судам общей юрисдикции и не относящиеся к подведомственности военных судов. | Административные дела по административным искам военнослужащих (бывших военнослужащих), граждан, пребывающих (пребывавших) в мобилизационном людском резерве, граждан, проходящих (проходивших) военные сборы, об оспаривании нарушающих их права, свободы и законные интересы правовых актов, действий (бездействия) и решений органов военного управления или воинских должностных лиц; Гражданские дела по искам воинских частей к военнослужащим (бывшим военнослужащим), гражданам, пребывающим (пребывавшим) в мобилизационном людском резерве, гражданам, проходящим (проходившим) военные сборы, о взыскании сумм материального ущерба, причинённого при исполнении обязанностей военной службы; Уголовные дела о преступлениях, совершённых военнослужащими и гражданами, проходящими военные сборы, а также дела о преступлениях террористической направленности, посягательствах на жизнь государственных деятелей, насильственном захвате и удержании власти, вооружённом мятеже; Дела об административных правонарушениях, совершённых военнослужащими и гражданами, призванными на военные сборы (за исключением дел, прямо отнесённых к подсудности других судов); Материалы о грубых дисциплинарных проступках, совершённых военнослужащими и гражданами, призванными на военные сборы, влекущих наказание в виде дисциплинарного ареста. | Административные дела по административным искам военнослужащих (бывших военнослужащих), граждан, пребывающих (пребывавших) в мобилизационном людском резерве, граждан, проходящих (проходивших) военные сборы, об оспаривании нарушающих их права, свободы и законные интересы правовых актов, действий (бездействия) и решений органов военного управления или воинских должностных лиц; Гражданские дела по искам воинских частей к военнослужащим (бывшим военнослужащим), гражданам, пребывающим (пребывавшим) в мобилизационном людском резерве, гражданам, проходящим (проходившим) военные сборы, о взыскании сумм материального ущерба, причинённого при исполнении обязанностей военной службы; Уголовные дела о преступлениях, совершённых военнослужащими и гражданами, проходящими военные сборы, а также дела о преступлениях террористической направленности, посягательствах на жизнь государственных деятелей, насильственном захвате и удержании власти, вооружённом мятеже; Дела об административных правонарушениях, совершённых военнослужащими и гражданами, призванными на военные сборы (за исключением дел, прямо отнесённых к подсудности других судов); Материалы о грубых дисциплинарных проступках, совершённых военнослужащими и гражданами, призванными на военные сборы, влекущих наказание в виде дисциплинарного ареста. | Административные дела, связанные с осуществлением предпринимательской и иной экономической деятельности, а также все дела об оспаривании правовых актов органов власти в сфере патентных прав и прав на селекционные достижения, права на топологии интегральных микросхем, права на секреты производства (ноу-хау), права на средства индивидуализации юридических лиц, товаров, работ, услуг и предприятий, права использования результатов интеллектуальной деятельности в составе единой технологии; Гражданские дела, связанные с осуществлением предпринимательской и иной экономической деятельности, а также все дела по корпоративным спорам, по спорам, связанным с учётом прав на ценные бумаги, по спорам в сфере правовой охраны результатов интеллектуальной деятельности и приравненных к ним средств индивидуализации юридических лиц, товаров, работ, услуг и предприятий; Дела об административных правонарушениях, совершённых индивидуальными предпринимателями, юридическими лицами, должностными лицами юридических лиц, которые прямо отнесены законом к подведомственности арбитражных судов; Дела о несостоятельности (банкротстве) граждан и юридических лиц. | Административные дела, связанные с осуществлением предпринимательской и иной экономической деятельности, а также все дела об оспаривании правовых актов органов власти в сфере патентных прав и прав на селекционные достижения, права на топологии интегральных микросхем, права на секреты производства (ноу-хау), права на средства индивидуализации юридических лиц, товаров, работ, услуг и предприятий, права использования результатов интеллектуальной деятельности в составе единой технологии; Гражданские дела, связанные с осуществлением предпринимательской и иной экономической деятельности, а также все дела по корпоративным спорам, по спорам, связанным с учётом прав на ценные бумаги, по спорам в сфере правовой охраны результатов интеллектуальной деятельности и приравненных к ним средств индивидуализации юридических лиц, товаров, работ, услуг и предприятий; Дела об административных правонарушениях, совершённых индивидуальными предпринимателями, юридическими лицами, должностными лицами юридических лиц, которые прямо отнесены законом к подведомственности арбитражных судов; Дела о несостоятельности (банкротстве) граждан и юридических лиц. | Дела по жалобам на решения Высшей квалификационной коллегии судей и квалификационных коллегий судей субъектов Российской Федерации о досрочном прекращении полномочий судей за совершение ими дисциплинарных проступков, о наложении дисциплинарных взысканий и о результатах квалификационных аттестаций. |
| Федеральный уровень                             | | | | | | | | | |
| Суд высшей инстанции (надзор)                   | Конституционный суд Российской Федерации | Верховный Суд Российской Федерации (президиум) | Верховный Суд Российской Федерации (президиум) | Верховный Суд Российской Федерации (президиум) | Верховный Суд Российской Федерации (президиум) | Верховный Суд Российской Федерации (президиум) | Верховный Суд Российской Федерации (президиум) | Верховный Суд Российской Федерации (президиум) | Верховный Суд Российской Федерации (президиум) |
| Суды IV инстанции (вторая кассация)             | — | Судебные коллегии по уголовным, гражданским и административным делам Верховного Суда РФ | Судебные коллегии по уголовным, гражданским и административным делам Верховного Суда РФ | Судебные коллегии по уголовным, гражданским и административным делам Верховного Суда РФ | Судебная коллегия по делам военнослужащих Верховного Суда РФ | Судебная коллегия по делам военнослужащих Верховного Суда РФ | Судебная коллегия по экономическим спорам Верховного Суда РФ | Судебная коллегия по экономическим спорам Верховного Суда РФ | — |
| Суды III инстанции (первая кассация)            | — | Кассационные суды общей юрисдикции | Кассационные суды общей юрисдикции | Кассационные суды общей юрисдикции | Кассационный военный суд | Кассационный военный суд | Арбитражные суды округов | Суд по интеллектуальным правам | — |
| Суды II инстанции (апелляция)                   | — | Судебные коллегии по уголовным, гражданским и административным делам верховных судов республик, краевых, областных судов, судов городов федерального значения, суда автономной области, судов автономных округов | Апелляционные суды общей юрисдикции | Апелляционная коллегия Верховного Суда РФ | Окружной (флотский) военный суд | Апелляционный военный суд | Арбитражные апелляционные суды | Арбитражные апелляционные суды | Апелляционная коллегия Верховного Суда РФ |
| Суды I инстанции                                | — | Городские, районные и межрайонные суды | Городские, районные и межрайонные суды | Городские, районные и межрайонные суды | Гарнизонные военные суды | Гарнизонные военные суды | Арбитражные суды субъектов Российской Федерации | Арбитражные суды субъектов Российской Федерации | Дисциплинарная коллегия Верховного Суда РФ |
| Уровень субъектов Российской Федерации          | | | | | | | | | |
|                                                 | — | Мировые судьи | Мировые судьи | Мировые судьи | — | — | — | — | — |
| Комментарии: 1. 2. 3. 4. 5. 6. 7. 8. 9. 10. 11. | | | | | | | | | |

## Конституционный Суд Российской Федерации
Конституционный суд Российской Федерации — судебный орган конституционного контроля, самостоятельно и независимо осуществляющий судебную власть посредством конституционного судопроизводства.
Полномочия, порядок образования и деятельности Конституционного суда Российской Федерации определяются Конституцией Российской Федерации и Федеральным конституционным законом «О Конституционном Суде Российской Федерации». Конституционный Суд Российской Федерации состоит из 11 судей, назначаемых Советом Федерации по представлению Президента.
С 2008 года Конституционный Суд Российской Федерации находится в Санкт-Петербурге.

## Верховный Суд Российской Федерации и нижестоящие суды

### Верховный Суд Российской Федерации
Верховный суд Российской Федерации (неофиц. сокр. ВС РФ) — высший судебный орган по гражданским делам, делам по разрешению экономических споров, уголовным, административным и иным делам. Осуществляет судебный надзор за деятельностью судов. Расположен в бывшем здании Верховного Суда СССР в Москве.
В структуру Верховного суда Российской Федерации входит:
- Пленум Верховного суда Российской Федерации
- Президиум Верховного суда Российской Федерации
- Апелляционная коллегия
- Судебная коллегия по административным делам
- Судебная коллегия по уголовным делам
- Судебная коллегия по гражданским делам
- Судебная коллегия по экономическим спорам
- Судебная коллегия по делам военнослужащих
- Дисциплинарная коллегия

### Суды общей юрисдикции
К судам общей юрисдикции в широком смысле относятся военные суды и гражданские суды общей юрисдикции, в названии которых слово «гражданские» официально не используется, в связи с чем они также являются судами общей юрисдикции в узком смысле.

#### Гражданские суды общей юрисдикции
Суд общей юрисдикции (в узком смысле) — это суд, осуществляющий правосудие по административным, гражданским, уголовным делам и делам об административных правонарушениях, подведомственным судам общей юрисдикции в широком смысле, но не относящимся к компетенции военных судов. В Российской Федерации к федеральным судам общей юрисдикции относятся: кассационные суды общей юрисдикции, апелляционные суды общей юрисдикции, суды общей юрисдикции, действующие на уровне субъектов Российской Федерации (верховные суды республик, краевые суды, областные суды, суды автономных округов, суды автономных областей, городские суды городов федерального значения (Москва, Санкт-Петербург, Севастополь)), районные и приравненные к ним суды.
Закон допускает создание специализированных судов (не путать с чрезвычайными), которые также должны быть федеральными.
Для автоматизации деятельности федеральных судов общей юрисдикции всех уровней используется Государственная автоматизированная система Российской Федерации «Правосудие» (ГАС «Правосудие»).
Мировые судьи также относятся к судам общей юрисдикции в узком смысле, однако они являются судами субъектов Российской Федерации (то есть относятся к органам власти субъектов Российской Федерации).

##### Кассационные суды общей юрисдикции
Кассационные суды общей юрисдикции — рассматривают в качестве суда кассационной инстанции дела по жалобам и представлениям на вступившие в законную силу судебные акты, при условии, что были исчерпаны иные способы обжалования судебного постановления до дня вступления его в законную силу, а также дела по новым или вновь открывшимся обстоятельствам, и осуществляет иные полномочия в соответствии с федеральными законами. Обращается в Конституционный Суд Российской Федерации с запросом о конституционности закона, подлежащего применению в конкретном деле.
В настоящий момент существуют следующие кассационные суды общей юрисдикции:
- Первый кассационный суд общей юрисдикции, находящийся в Саратове;
- Второй кассационный суд общей юрисдикции, находящийся в Москве;
- Третий кассационный суд общей юрисдикции, находящийся в Санкт-Петербурге;
- Четвёртый кассационный суд общей юрисдикции, находящийся в Краснодаре;
- Пятый кассационный суд общей юрисдикции, находящийся в Пятигорске;
- Шестой кассационный суд общей юрисдикции, находящийся в Самаре;
- Седьмой кассационный суд общей юрисдикции, находящийся в Челябинске;
- Восьмой кассационный суд общей юрисдикции, находящийся в Кемерово;
- Девятый кассационный суд общей юрисдикции, находящийся во Владивостоке.

##### Апелляционные суды общей юрисдикции
Апелляционные суды общей юрисдикции — являются непосредственно вышестоящими судебными инстанциями для соответствующих верховных судов республик, краевых, областных судов, судов городов федерального значения, суда автономной области, судов автономных округов, рассматривает дела в качестве суда апелляционной инстанции по жалобам, представлениям на судебные акты названных судов, принятые ими в качестве суда первой инстанции и не вступившие в законную силу, а также дела по новым или вновь открывшимся обстоятельствам и осуществляет иные полномочия в соответствии с федеральными законами, обращается в Конституционный Суд Российской Федерации с запросом о конституционности закона, подлежащего применению в конкретном деле.
В настоящий момент существуют следующие апелляционные суды общей юрисдикции:
- Первый апелляционный суд общей юрисдикции, находящийся в Москве;
- Второй апелляционный суд общей юрисдикции, находящийся в Санкт-Петербурге;
- Третий апелляционный суд общей юрисдикции, находящийся в Сочи;
- Четвёртый апелляционный суд общей юрисдикции, находящийся в Нижнем Новгороде;
- Пятый апелляционный суд общей юрисдикции, находящийся в Новосибирске.

##### Суды общей юрисдикции на уровне субъектов Российской Федерации
К федеральным судам общей юрисдикции, действующим на уровне субъектов Российской Федерации, относятся верховные суды республик, краевые суды, областные суды, суды автономных округов, суды автономных областей, городские суды городов федерального значения.
Эти суды действуют в составе:
- президиума суда;
- судебной коллегии по гражданским делам;
- судебной коллегии по административным делам;
- судебной коллегии по уголовным делам.

Являются вышестоящей инстанцией по отношению к районным, межрайонным и городским судам, рассматривают апелляционные жалобы на решения районных и приравненных к ним судов и дела по новым или вновь открывшимся обстоятельствам в отношении вступивших в законную силу решений, принятых соответствующей судебной коллегией.
Рассматривают в качестве суда первой инстанции дела, связанные с государственной тайной, дела о признании решений иностранных судов и третейских судов (арбитражей), о признании забастовки незаконной, о неправомочности состава депутатов представительного органа муниципального образования, о ликвидации регионального отделения и иного структурного подразделения политической партии, и иные дела отнесённые федеральными законами к подсудности судов субъектов Российской Федерации. Обращаются в Конституционный Суд Российской Федерации с запросом о конституционности закона, подлежащего применению в конкретном деле.
Московский городской суд помимо рассмотрения тех же категорий дел, что рассматривают иные суды того же уровня, также ответственен за рассмотрение заявлений о принятии предварительных обеспечительных мер защиты авторских и (или) смежных прав в информационно-телекоммуникационных сетях, в том числе в сети "Интернет"; при этом в случае удовлетворения подобного заявления заявитель должен будет в течение 15 дней подать исковое заявление о защите соответствующих прав в тот же суд, который и будет ответственен за его рассмотрение. Кроме того, с 1 сентября 2016 года Московский городской суд ответственен за рассмотрение возражений лиц, не имеющих места жительства, места нахождения и имущества в России, относительно признания на территории Российской Федерации решений иностранных судов, не предусматривающих принудительного исполнения.
В настоящий момент общее количество судов общей юрисдикции на уровне субъектов Российской Федерации, включая созданные на аннексированных украинских территориях, составляет 89.

##### Городские, районные, межрайонные суды
Районный суд — это основное звено судов общей юрисдикции, в котором рассматриваются дела по первой инстанции и в апелляционной инстанции по отношению к мировым судьям. Он является непосредственно вышестоящей судебной инстанцией по отношению к мировым судьям, действующим на территории соответствующего судебного участка. Районные (межрайонные, городские) суды образуются в соответствии с федеральными законами в судебном районе, состоящем из нескольких административно-территориальных образований либо в судебном районе, когда этот судебный район составляет один административный район, районах города (в крупных городах), а также в городах (в последнем случае они называются городскими судами).
Именно районными судами рассматриваются большинство дел, отнесённых к подведомственности судов общей юрисдикции.
В настоящий момент общее количество районных и приравненных к ним судов, включая созданные на аннексированных украинских территориях, составляет 2174.

##### Мировые судьи
Мировые судьи Российской Федерации являются судами общей юрисдикции субъектов Российской Федерации и входят в единую судебную систему Российской Федерации. Полномочия, порядок деятельности мировых судей и порядок создания должностей мировых судей устанавливаются Конституцией Российской Федерации, Законом о судебной системе, иными федеральными конституционными законами, в том числе Федеральным законом от 17 декабря 1998 г. № 188-ФЗ «О мировых судьях в Российской Федерации» (с изменениями от 18 июля 2011 г.) (далее Законом о мировых судьях), а порядок назначения (избрания) и деятельности мировых судей устанавливается также законами субъектов Российской Федерации.
В соответствии со ст. 3 этого Закона о мировых судьях мировой судья рассматривает по первой инстанции:
1. уголовные дела о преступлениях, за совершение которых максимальное наказание не превышает трех лет лишения свободы, подсудные ему в соответствии с ч. 1 ст. 31 УПК РФ;
2. дела о выдаче судебного приказа;
3. дела о расторжении брака, если между супругами отсутствует спор о детях;
4. дела о разделе между супругами совместно нажитого имущества при цене иска, не превышающей пятидесяти тысяч рублей;
5. дела по имущественным спорам, за исключением дел о наследовании имущества и дел, возникающих из отношений по созданию и использованию результатов интеллектуальной деятельности, при цене иска, не превышающей пятидесяти тысяч рублей;
6. дела об административных правонарушениях, отнесенные к компетенции мирового судьи Кодексом Российской Федерации об административных правонарушениях и законами субъектов Российской Федерации.

Кроме дел, перечисленных выше, федеральными законами к подсудности мирового судьи могут быть отнесены и другие дела. Мировой судья рассматривает дела по вновь открывшимся обстоятельствам в отношении решений, принятых им в первой инстанции и вступивших в силу.
Деление на судебные участки, количество мировых судей и судебных участков определяются Федеральным законом от 29.12.1999 № 218-ФЗ «Об общем числе мировых судей и количестве судебных участков в субъектах Российской Федерации». В настоящий момент общее количество судебных участков составляет 7745.

#### Военные суды
Военные суды — являются федеральными судами общей юрисдикции, входят в судебную систему Российской Федерации, осуществляют судебную власть в Вооруженных Силах Российской Федерации, других войсках, воинских формированиях и органах, в которых федеральным законом предусмотрена военная служба. Ранее именовались военными трибуналами. Система военных судов состоит из Судебной коллегии по делам военнослужащих Верховного суда России (высшее звено); кассационного военного суда; апелляционного военного суда; окружных (флотских) военных судов; гарнизонных военных судов (первое звено).
Военным судам подсудны:
- административные дела по административным искам военнослужащих (бывших военнослужащих), граждан, пребывающих (пребывавших) в мобилизационном людском резерве, граждан, проходящих (проходивших) военные сборы, об оспаривании нарушающих их права, свободы и законные интересы правовых актов, действий (бездействия) и решений органов военного управления или воинских должностных лиц;
- гражданские дела по искам воинских частей к военнослужащим (бывшим военнослужащим), гражданам, пребывающим (пребывавшим) в мобилизационном людском резерве, гражданам, проходящим (проходившим) военные сборы, о взыскании сумм материального ущерба, причинённого при исполнении обязанностей военной службы;
- уголовные дела о преступлениях, совершённых военнослужащими и гражданами, проходящими военные сборы, а также дела о преступлениях террористической направленности, посягательствах на жизнь государственных деятелей, насильственном захвате и удержании власти, вооружённом мятеже;
- дела об административных правонарушениях, совершённых военнослужащими и гражданами, призванными на военные сборы (за исключением дел, прямо отнесённых к подсудности других судов);
- материалы о грубых дисциплинарных проступках, совершённых военнослужащими и гражданами, призванными на военные сборы, влекущих наказание в виде дисциплинарного ареста.

Военным судам, дислоцирующимся за пределами территории Российской Федерации, подсудны все гражданские, административные и уголовные дела, подлежащие рассмотрению федеральными судами общей юрисдикции, если иное не установлено международным договором Российской Федерации.

##### Кассационные военные суды
В настоящий момент существует только один кассационный военный суд, который находится в Новосибирске.

##### Апелляционные военные суды
В настоящий момент существует только один апелляционный военный суд, который находится во Власихе.

##### Окружные (флотские) военные суды
В настоящий момент существуют следующие окружные (флотские) военные суды:
- 1-й Западный окружной военный суд, находящийся в Санкт-Петербурге;
- 2-й Западный окружной военный суд, находящийся в Москве;
- 1-й Восточный окружной военный суд, находящийся в Хабаровске;
- 2-й Восточный окружной военный суд, находящийся в Чите;
- Центральный окружной военный суд, находящийся в Екатеринбурге;
- Южный окружной военный суд, находящийся в Ростове-на-Дону;
- Северный флотский военный суд, находящийся в Североморске;
- Балтийский флотский военный суд, находящийся в Калининграде;
- Тихоокеанский флотский военный суд, находящийся во Владивостоке.

##### Гарнизонные военные суды
В соответствии со статьёй 1 Устава гарнизонной и караульной служб Вооружённых Сил Российской Федерации, утверждённого Указом Президента Российской Федерации от 10.11.2007 года № 1495, существуют два уровня гарнизонов: территориальный и локальный.
Гарнизонные военные суды создаются только на уровне территориальных гарнизонов. Разграничение территориальной юрисдикции гарнизонных военных судов осуществляется Федеральным законом от 29.12.2020 года № 466-ФЗ «О территориальной юрисдикции гарнизонных военных судов».
Гарнизонные военные суды, находящиеся на территории России, именуются по названию соответствующего населённого пункта. Однако есть также три гарнизонных военных суда с нумерованными названиями: 35-й гарнизонный военный суд (Петропавловск-Камчатский), 224-й гарнизонный военный суд (Санкт-Петербург), 235-й гарнизонный военный суд (Москва). При этом в Москве и Санкт-Петербурге существуют также Московский гарнизонный военный суд и Санкт-Петербургский гарнизонный военный суд соответственно. Территориальная юрисдикция между Московским гарнизонным военным судом и 235-м гарнизонным военным судом, а также между Санкт-Петербургским гарнизонным военным судом и 224-м гарнизонным военным судом разграничена упомянутым выше федеральным законом.
Кроме того, в соответствии с международными договорами Российской Федерации, заключенными с соответствующими иностранными государствами, существуют также гарнизонные военные суды за пределами территории Российской Федерации:
- 5-й гарнизонный военный суд (Ереван), судебные акты которого могут быть обжалованы в Южный окружной военный суд;
- 26-й гарнизонный военный суд (Байконур), судебные акты которого могут быть обжалованы во 2-й Западный окружной военный суд;
- 40-й гарнизонный военный суд (Приозёрск), судебные акты которого могут быть обжалованы во 2-й Западный окружной военный суд;
- 80-й гарнизонный военный суд (Тирасполь), судебные акты которого могут быть обжалованы во 2-й Западный окружной военный суд;
- 109-й гарнизонный военный суд (Душанбе), судебные акты которого могут быть обжалованы Центральный окружной военный суд.

В настоящий момент общее количество гарнизонных военных судов, включая созданные на аннексированных украинских территориях, составляет 109.

### Арбитражные суды
Арбитражные суды являются федеральными. Они рассматривают:
- административные дела, связанные с осуществлением предпринимательской и иной экономической деятельности, а также все дела об оспаривании правовых актов органов власти в сфере патентных прав и прав на селекционные достижения, права на топологии интегральных микросхем, права на секреты производства (ноу-хау), права на средства индивидуализации юридических лиц, товаров, работ, услуг и предприятий, права использования результатов интеллектуальной деятельности в составе единой технологии;
- гражданские дела, связанные с осуществлением предпринимательской и иной экономической деятельности, а также все дела по корпоративным спорам, по спорам, связанным с учётом прав на ценные бумаги, по спорам в сфере правовой охраны результатов интеллектуальной деятельности и приравненных к ним средств индивидуализации юридических лиц, товаров, работ, услуг и предприятий;
- дела об административных правонарушениях, совершённых индивидуальными предпринимателями, юридическими лицами, должностными лицами юридических лиц, которые прямо отнесены законом к подведомственности арбитражных судов;
- дела о несостоятельности (банкротстве) граждан и юридических лиц.[17][18].

#### Арбитражные суды округов и Суд по интеллектуальным правам
Осуществляют проверку в кассационном порядке решений, принятых арбитражными судами субъектов Российской Федерации, и постановлений арбитражных апелляционных судов. Также рассматривает в качестве суда первой инстанции вопросы, связанные с присуждением компенсации за нарушение арбитражными судами, входящими в округ, права на судопроизводство в разумный срок или нарушение публичными органами и организациями права на исполнение судебного акта в разумный срок, если взыскание производится за счёт бюджетных средств.
В настоящий момент существуют следующие арбитражные суды округов:
- Арбитражный суд Волго-Вятского округа, находящийся в Нижнем Новгороде;
- Арбитражный суд Восточно-Сибирского округа, находящийся в Иркутске;
- Арбитражный суд Дальневосточного округа, находящийся в Хабаровске;
- Арбитражный суд Восточно-Сибирского округа, находящийся в Тюмени;
- Арбитражный суд Московского округа, находящийся в Москве;
- Арбитражный суд Поволжского округа, находящийся в Казани;
- Арбитражный суд Северо-Западного округа, находящийся в Санкт-Петербурге;
- Арбитражный суд Северо-Кавказского округа, находящийся в Краснодаре;
- Арбитражный суд Уральского округа, находящийся в Екатеринбурге;
- Арбитражный суд Центрального округа, находящийся в Калуге.

Суд по интеллектуальным правам является специализированным судом системы арбитражных судов  и рассматривает в пределах своей компетенции в качестве суда кассационной инстанций дела по спорам, связанными с защитой интеллектуальных прав, а также ряд дел в этой же сфере как суд первой инстанции.

#### Арбитражные апелляционные суды
Осуществляют проверку в апелляционном порядке решений, принятых арбитражными судами субъектов Российской Федерации.
В настоящий момент существуют следующие арбитражные апелляционные суды:
- Первый арбитражный апелляционный суд, находящийся во Владимире;
- Второй арбитражный апелляционный суд, находящийся в Кирове;
- Третий арбитражный апелляционный суд, находящийся в Красноярске;
- Четвёртый арбитражный апелляционный суд, находящийся в Читае;
- Пятый арбитражный апелляционный суд, находящийся во Владивостоке;
- Шестой арбитражный апелляционный суд, находящийся в Хабаровске;
- Седьмой арбитражный апелляционный суд, находящийся в Томске;
- Восьмой арбитражный апелляционный суд, находящийся в Омске;
- Девятый арбитражный апелляционный суд, находящийся в Москве;
- Десятый арбитражный апелляционный суд, находящийся в Москве;
- Одиннадцатый арбитражный апелляционный суд, находящийся в Самаре;
- Двенадцатый арбитражный апелляционный суд, находящийся в Саратове;
- Тринадцатый арбитражный апелляционный суд, находящийся в Санкт-Петербурге;
- Четырнадцатый арбитражный апелляционный суд, находящийся в Вологде;
- Пятнадцатый арбитражный апелляционный суд, находящийся в Ростове-на-Дону;
- Шестнадцатый арбитражный апелляционный суд, находящийся в Ессентуках;
- Семнадцатый арбитражный апелляционный суд, находящийся в Перми;
- Восемнадцатый арбитражный апелляционный суд, находящийся в Челябинске;
- Девятнадцатый арбитражный апелляционный суд, находящийся в Воронеже;
- Двадцатый арбитражный апелляционный суд, находящийся в Туле;
- Двадцать первый арбитражный апелляционный суд, находящийся в Севастополе.

#### Арбитражные суды субъектов Российской Федерации
Рассматривают в качестве судов первой инстанции все дела, отнесённые к подведомственности арбитражных судов, за исключением дел, подсудных арбитражным судам округов и Суду по интеллектуальным правам.
В каждом субъекте Российской Федерации существует один арбитражный суд. К исключениям из этого правила относятся Арбитражный суд города Санкт-Петербурга и Ленинградской области, который отвечает за оба этих субъекта Российской Федерации, и Ненецкий автономный округ, который не имеет своего арбитражного суда и за территорию которого отвечает Арбитражный суд Архангельской области (при этом Арбитражный суд Архангельской области имеет постоянное судебное присутствие в Нарьян-Маре, столице Ненецкого автономного округа).
Арбитражный суд города Москвы помимо рассмотрения тех же категорий дел, что рассматривают иные суды того же уровня, с 1 сентября 2016 года также ответственен за рассмотрение возражений лиц, не имеющих места жительства, места нахождения и имущества в России, относительно признания на территории Российской Федерации решений иностранных судов, не предусматривающих принудительного исполнения.
В настоящий момент общее количество арбитражных судов субъектов Российской Федерации, включая созданные на аннексированных украинских территориях, составляет 87.

## Упразднённые суды

### Высший Арбитражный суд Российской Федерации (упразднён с 2014 года)
Высший арбитражный суд Российской Федерации до упразднения являлся высшим судебным органом по разрешению экономических споров и иных дел, рассматриваемых арбитражными судами, осуществлял в предусмотренных федеральным законом процессуальных формах судебный надзор за их деятельностью и давал разъяснения по вопросам судебной практики. В состав Высшего Арбитражного Суда входил Пленум.
21 ноября 2013 года Госдума приняла законопроект об объединении ВАС РФ с Верховным судом РФ. 6 февраля 2014 года Президент России Владимир Путин подписал закон об объединении судов. 6 августа 2014 года суд был упразднён.

### Дисциплинарное судебное присутствие (упразднено с 2014 года)
Дисциплинарное судебное присутствие являлось судебным органом, рассматривавшим дела по жалобам (обращениям) на решения Высшей квалификационной коллегии судей Российской Федерации и квалификационных коллегий судей субъектов Российской Федерации о досрочном прекращении полномочий судей за совершение ими дисциплинарных проступков и принимающим окончательное решение по таким делам.
Дисциплинарное судебное присутствие формировалось из числа судей Верховного Суда Российской Федерации и Высшего Арбитражного Суда Российской Федерации (за исключением председателей судов и их заместителей) в количестве шести членов.
Члены Дисциплинарного судебного присутствия избирались исходя из нормы представительства: по три судьи от Верховного Суда Российской Федерации и от Высшего Арбитражного Суда Российской Федерации.
Дисциплинарное судебное присутствие упразднено с 6 августа 2014 года. Его полномочия переданы дисциплинарной коллегии Верховного суда РФ.

### Конституционные (уставные) суды субъектов Российской Федерации (упразднены с 2023 года)
Конституционный (уставный) суд субъекта РФ — в Российской Федерации орган судебной системы, который мог создаваться субъектом Российской Федерации для рассмотрения вопросов соответствия законов субъекта Российской Федерации, нормативно-правовых актов органов государственной власти субъекта РФ и органов местного самоуправления субъекта РФ конституции (уставу) субъекта РФ, а также для толкования конституции (устава) субъекта Российской Федерации (ст. 27 ФКЗ «О судебной системе Российской Федерации»).
Финансирование суда производилось за счёт средств бюджета соответствующего субъекта Российской Федерации. Конституционный суд конкретного субъекта Российской Федерации рассматривал отнесённые к его компетенции вопросы в порядке, установленном законом этого субъекта Российской Федерации. Решение такого суда, принятое в пределах его полномочий, не могло быть пересмотрено иным судом.
Конституционные (уставные) суды субъектов Российской Федерации не являлись подчинёнными или подведомственными Конституционному Суду Российской Федерации и не образовывали с ним инстанционных взаимосвязей.
В 2020 году в Конституцию РФ были внесены поправки, которые коснулись, в том числе и перечня судов, существующих в Российской Федерации. В обновлённом перечне Конституционные (уставные) суды субъектов РФ не значились. С 1 января 2023 года конституционные (уставные) суды субъектов Российской Федерации были ликвидированы в соответствии с действующим федеральным законом.

## Взаимоотношения российских судов и Европейского суда по правам человека
Россия подписала 28 февраля 1998 года Конвенцию о защите прав человека и основных свобод и ратифицировала её 5 мая 1998 года посредством Федерального закона от 30.03.1998 года № 54-ФЗ с оговоркой, касающейся ареста с содержанием на гауптвахте в качестве меры дисциплинарного взыскания, налагаемой на военнослужащих, и заявлением о том, что Российская Федерация признает ipso facto и без специального соглашения юрисдикцию Европейского суда по правам человека обязательной по вопросам толкования и применения Конвенции и Протоколов к ней в случаях предполагаемого нарушения Российской Федерацией положений этих договорных актов, когда предполагаемое нарушение имело место после их вступления в действие в отношении Российской Федерации. Конвенция вступила в силу в отношении Российской Федерации 5 мая 1998 года.
15 марта 2022 года Россия уведомила о своём намерении выйти из Конвенции. Согласно пункту 2 Резолюции Европейского Суда по правам человека от 22.03.2022 года ЕСПЧ сохраняет юрисдикцию в отношении заявлений против России, в которых речь идёт о нарушениях Конвенции и Протоколов к ней, имевших место до 16 сентября 2022 года. Однако позднее в России был принят Федеральный закон от 28.02.2023 года № 43-ФЗ, в котором датой прекращения действия в отношении России Конвенции и Протоколов к ней было названо 16 марта 2022 года, в связи с чем исполнение Российской Федерацией решений ЕСПЧ, вынесенных после этой даты, было прекращено. Установление факта нарушения Конвенции и Протоколов к ней решением Европейского суда по правам человека при рассмотрении конкретного дела российскими судами было исключено из содержащихся в процессуальных кодексах перечней оснований для пересмотра дел по новым обстоятельствам (Федеральные законы от 11.06.2022 года №№ 189-ФЗ и 183-ФЗ).

## Судебная статистика
По состоянию на 31 декабря 2020 г. в Российской Федерации функционировали:
- 85 верховных судов республик, краевых и областных суда, суд города федерального значения, суда автономной области и автономных округов;
- 9 кассационных судов общей юрисдикции;
- 5 апелляционных судов общей юрисдикции;
- 9 окружных (флотских) военных судов;
- 2127 районных и равных им судов;
- 1 кассационный военный суд;
- 1 апелляционный военный суд;
- 100 гарнизонных военных судов, в том числе 5 судов, находящихся в местах дислокации российских войск за пределами территории Российской Федерации;
- 10 арбитражных судов округов;
- 21 арбитражный апелляционный суд;
- 83 арбитражных суда субъекта Российской Федерации;
- 1 специализированный арбитражный суд – Суд по интеллектуальным правам.

Всего по состоянию на 31 декабря 2020 г. в Российской Федерации функционировали 2452 федеральных суда, в том числе:
- федеральных судов общей юрисдикции – 2337 ед;
- федеральных арбитражных судов – 115 ед.

По состоянию на 31 декабря 2020 г. фактическая численность судей федеральных судов общей юрисдикции составила:
- в кассационных судах общей юрисдикции: 583 судьи;
- в апелляционных судах общей юрисдикции: 134 судьи;
- в областных и равных им судах: 4827 судей;
- в районных и равных им судах: 15 802 судьи;
- в мировых судах: 7 698 судей[32];
- в кассационном военном суде: 18 судей;
- в апелляционном военном суде: 13 судей;
- в окружных (флотских) военных судах: 203 судьи;
- в гарнизонных военных судах: 476 судей.

По состоянию на 31 декабря 2020 г. фактическая численность судей федеральных арбитражных судов составила:
- в арбитражных судах округов – 382 судьи;
- в арбитражных апелляционных судах – 571 судья;
- в арбитражных судах субъектов Российской Федерации – 2913 судей;
- в Суде по интеллектуальным правам – 17 судей.

В 2007 году судами было рассмотрено 9 млн 365 тыс. гражданских, 1 млн 200 тыс. уголовных дел, 5 млн 254 тыс. дел об административных правонарушениях, а также 2 млн различных материалов в порядке гражданского и уголовного судопроизводства.
- Доля оправдательных приговоров, если дело дошло до суда, составляет менее 1 %[33], однако в эту статистику не включено 29 % дел, которые прекращают по нереабилитирующим основаниям[34].

## Общественная оценка
Подробным рекомендациям по созданию независимой судебной системы в РФ посвящены 3 статьи проекта «Санация права».  Политик и блогер Максим Кац дал оценку российской судебной системе и предложил меры к её улучшению в своём видео «Проблемы российских судов и как их исправить». По данным исследования Левада-Центра, недоверие к судебной системе является частью недовольства властью в целом.
По результатам исследования Европейской Комиссии по эффективности правосудия Совета Европы российская судебная система признана наиболее эффективной и экономной.